# Písečná (Pardubice)
Písečná é uma comuna checa localizada na região de Pardubice, distrito de Ústí nad Orlicí.